# Synagoga Alte Szil w Nowym Żmigrodzie
Synagoga Alte Szil w Nowym Żmigrodzie – nieistniejąca synagoga, znajdująca się kiedyś w centrum Nowego Żmigrodu, przy ul. Wałowej.
Synagoga została zbudowana na początku XVII wieku. We wrześniu 1939 roku hitlerowcy spalili synagogę. Po zakończeniu wojny nie została odbudowana.
Murowany budynek synagogi wzniesiono na planie prostokąta. Zaopatrzona była w parę stalowych drzwi, z zaokrąglonym dachem ornamentowanym motywami zwierząt i ryb. Prace wykończeniowe bożnicy przeprowadzili artyści z Wiednia. Ściany wewnątrz pokryte były cytatami z Tory. 

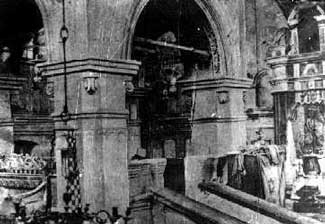
Wnętrze synagogi (stan sprzed września 1939)

Wewnątrz synagogi znajdowało się również małe pomieszczenie z płaskim dachem przeznaczone do studiowania Tory.